# Missouri Valley (Iowa)
Missouri Valley – miasto w Stanach Zjednoczonych, w stanie Iowa, w hrabstwie Harrison. Zgodnie ze spisem statystycznym z 2000 roku, miasto liczyło 2 992 mieszkańców.